# Cantó d'Outreau
El cantó d'Outreau és un cantó francès del departament del Pas de Calais, situat al districte de Boulogne-sur-Mer. Té 2 municipis i el cap és Outreau.

## Municipis
- Équihen-Plage
- Outreau

## Història
| Data d'elecció                           | Identitat         | Partit | Qualitat |
| ---------------------------------------- | ----------------- | ------ | -------- |
| 1982-2001                                | Roger Dernoncourt | PS     |          |
| 2001-                                    | Thérèse Guilbert  | PS     |          |
| les dades anteriors no són pas conegudes |                   |        |          |
|                                          |                   |        |          |

## Demografia
| A partir de 1990: Població sense dobles comptes |